# 뚝섬역
뚝섬역(Ttukseom Station, 纛島驛)은 서울특별시 성동구 성수동1가에 위치한 서울 지하철 2호선의 지하철역이다. 450m 떨어진 인근에 수도권 전철 수인·분당선 서울숲역이 있으나 별도의 역이며, 수인·분당선과는 왕십리역에서 환승이 가능하다. 건설 당시 가칭은 ‘경마장앞역’으로, 이는 현재의 서울숲 자리에 경마장이 있었기 때문이다.

## 역명 유래

독기(纛旗)

이 일대가 조선 시대 왕의 사냥터로 자주 이용되었는데, 왕이 모습을 드러내면 그 상징인 독기(纛旗)를 벌판에 꽂았다는 데에서 ‘독도(纛島)’라고 불렀다고 한다. 그러나 그대로 독도역이라고 해버리면 경상북도 독도로 오해할 수 있기 때문에 고유어인 '뚝섬'으로 표기해 한자를 잃고,이때의 한자는 한국관광공사로 표기하였다.

## 역사
- 1983년 6월 30일 : 뚝섬역으로 역명 결정[2]
- 1983년 9월 16일 : 서울 지하철 2호선 을지로입구 ~ 성수 구간 개통과 함께 영업 개시

## 역 명칭에 대한 오해
광진구 자양동에 위치한 뚝섬유원지(한강공원 뚝섬지구)가 뚝섬역에 있는 것으로 오인하는 경우가 있어 승강장에 “여기는 뚝섬역입니다.”라는 제목으로 아래와 같은 뚝섬유원지 이동에 관한 설명이 있다.
한강시민공원, 유람선선착장, 자벌레전망대 등 뚝섬유원지로 가시는 고객님께서는 건대입구역에서 환승하여 7호선 뚝섬유원지역(현재의 자양역)에서 내리시기 바랍니다.

## 역 구조
2면 2선의 상대식 승강장이 있는 지상역이며, 승강장에 스크린도어가 설치돼 있다. 출구는 8개가 있다. 이 역은 반대방향으로 횡단이 불가능한 역이다.

### 승강장
| 한양대 ↑ |
| \| 외    |
| ↓ 성수   |

| 외선순환 | ● 서울 지하철 2호선 | 왕십리(성동구청)·신당 · 을지로3가 · 시청(서울광장) 방면 |
| 내선순환 | ● 서울 지하철 2호선 | 성수 · 건대입구 · 잠실 · 강남 방면                      |

## 역 주변
- 서울숲·● 수도권 전철 수인·분당선 서울숲역 방면
- 성동구민종합체육센터
- 성동교
- 성동고용안정센터
- 성수1가1동행정복지센터
- 성수1가2동행정복지센터
- 바나나컬쳐
- 성수고등학교
- 성수중학교
- 한국방송통신대학교 서울지역대학

## 이용객 변동
| 노선  | 노선   | 일평균 인원수 (명/일) | 일평균 인원수 (명/일) | 일평균 인원수 (명/일) | 일평균 인원수 (명/일) | 일평균 인원수 (명/일) | 일평균 인원수 (명/일) | 일평균 인원수 (명/일) | 일평균 인원수 (명/일) | 일평균 인원수 (명/일) | 일평균 인원수 (명/일) | 각주  |
| 노선  | 노선   | 2000년                | 2001년                | 2002년                | 2003년                | 2004년                | 2005년                | 2006년                | 2007년                | 2008년                | 2009년                | 각주  |
| ----- | ------ | --------------------- | --------------------- | --------------------- | --------------------- | --------------------- | --------------------- | --------------------- | --------------------- | --------------------- | --------------------- | ----- |
| 2호선 | 승차   | 17,094                | 17,464                | 17,729                | 17,301                | 17,033                | 17,205                | 16,605                | 16,061                | 16,072                | 16,040                | [ 3 ] |
| 2호선 | 하차   | 17,402                | 17,670                | 18,089                | 17,604                | 17,175                | 17,457                | 16,826                | 16,257                | 16,422                | 16,446                | [ 3 ] |
| 2호선 | 승하차 | 34,496                | 35,134                | 35,819                | 34,905                | 34,208                | 34,662                | 33,431                | 32,318                | 32,494                | 32,486                | [ 3 ] |
| 노선  | 노선   | 2010년                | 2011년                | 2012년                | 2013년                | 2014년                | 2015년                | 2016년                | 2017년                | 2018년                |                       | [ 3 ] |
| 2호선 | 승차   | 16,177                | 16,798                | 16,304                | 15,110                | 15,552                | 15,852                | 16,255                | 16,462                | 17,282                |                       | [ 3 ] |
| 2호선 | 하차   | 16,559                | 17,234                | 16,788                | 15,696                | 16,212                | 16,611                | 17,148                | 17,412                | 18,327                |                       | [ 3 ] |
| 2호선 | 승하차 | 32,736                | 34,032                | 33,092                | 30,806                | 31,764                | 32,463                | 33,043                | 33,874                | 35,609                |                       | [ 3 ] |

## 인접한 역
| 서울 지하철 2호선   | 서울 지하철 2호선   | 서울 지하철 2호선 |
| ------------------- | ------------------- | ----------------- |
| 209 한양대 외선순환 | ● 서울 지하철 2호선 | 211 성수 내선순환 |

## 사진

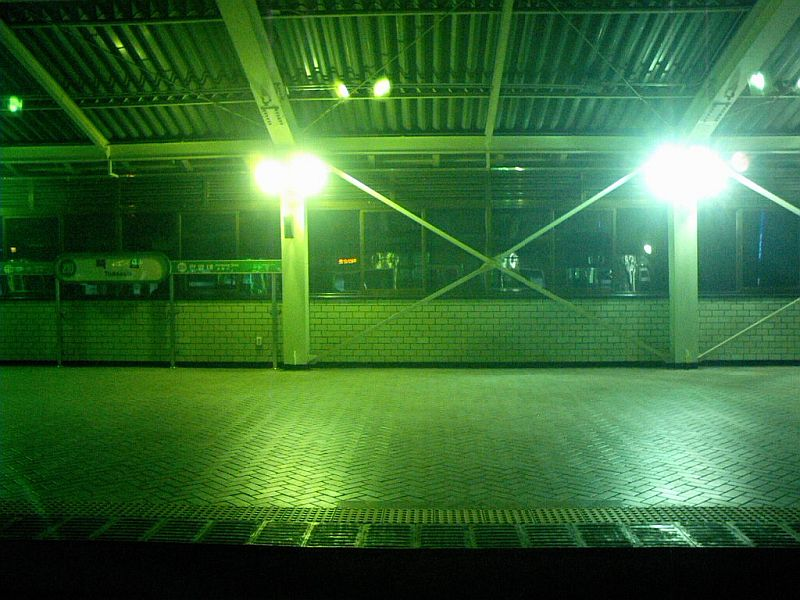
승강장(스크린도어 설치 전)
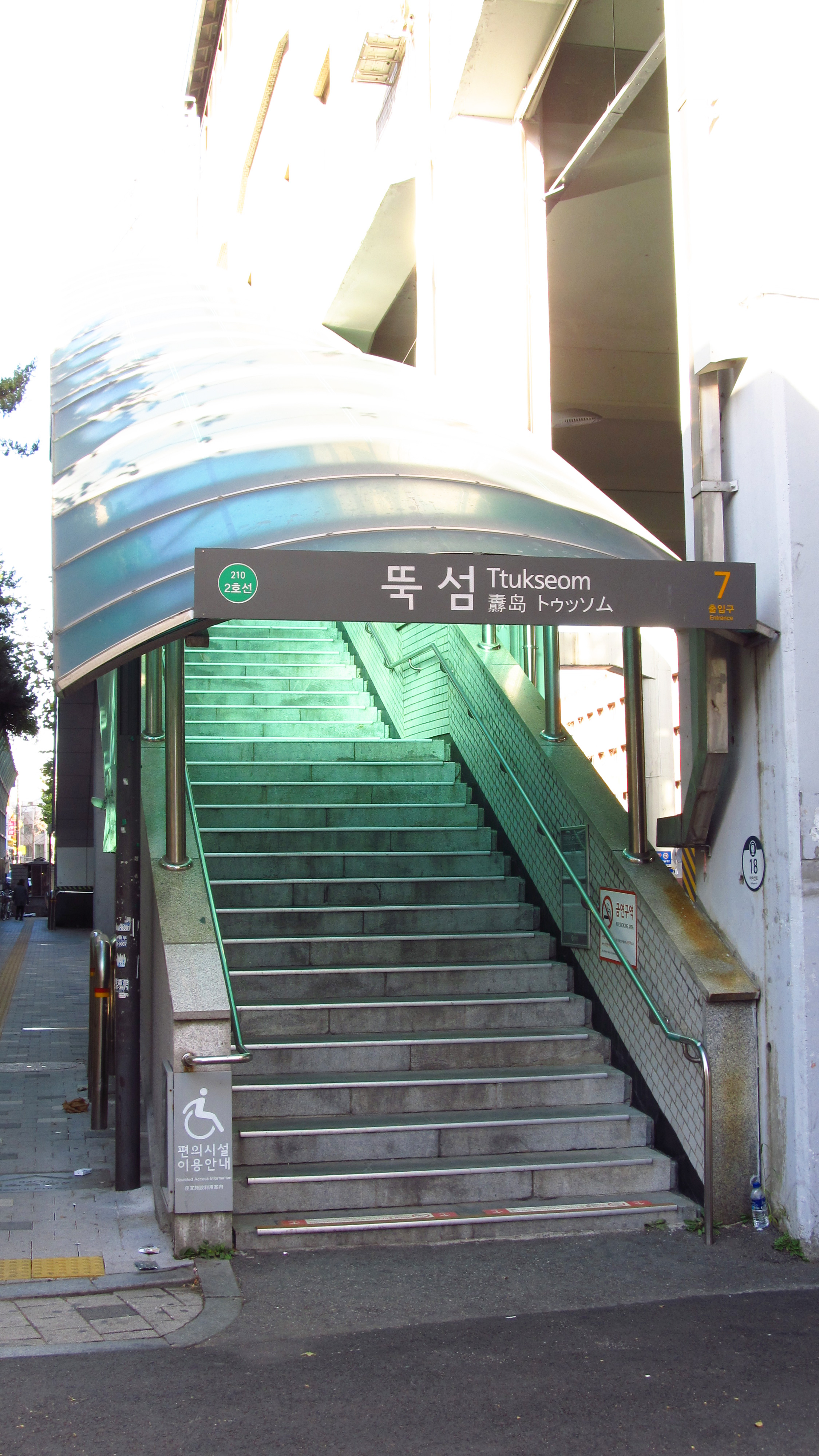
7번출구
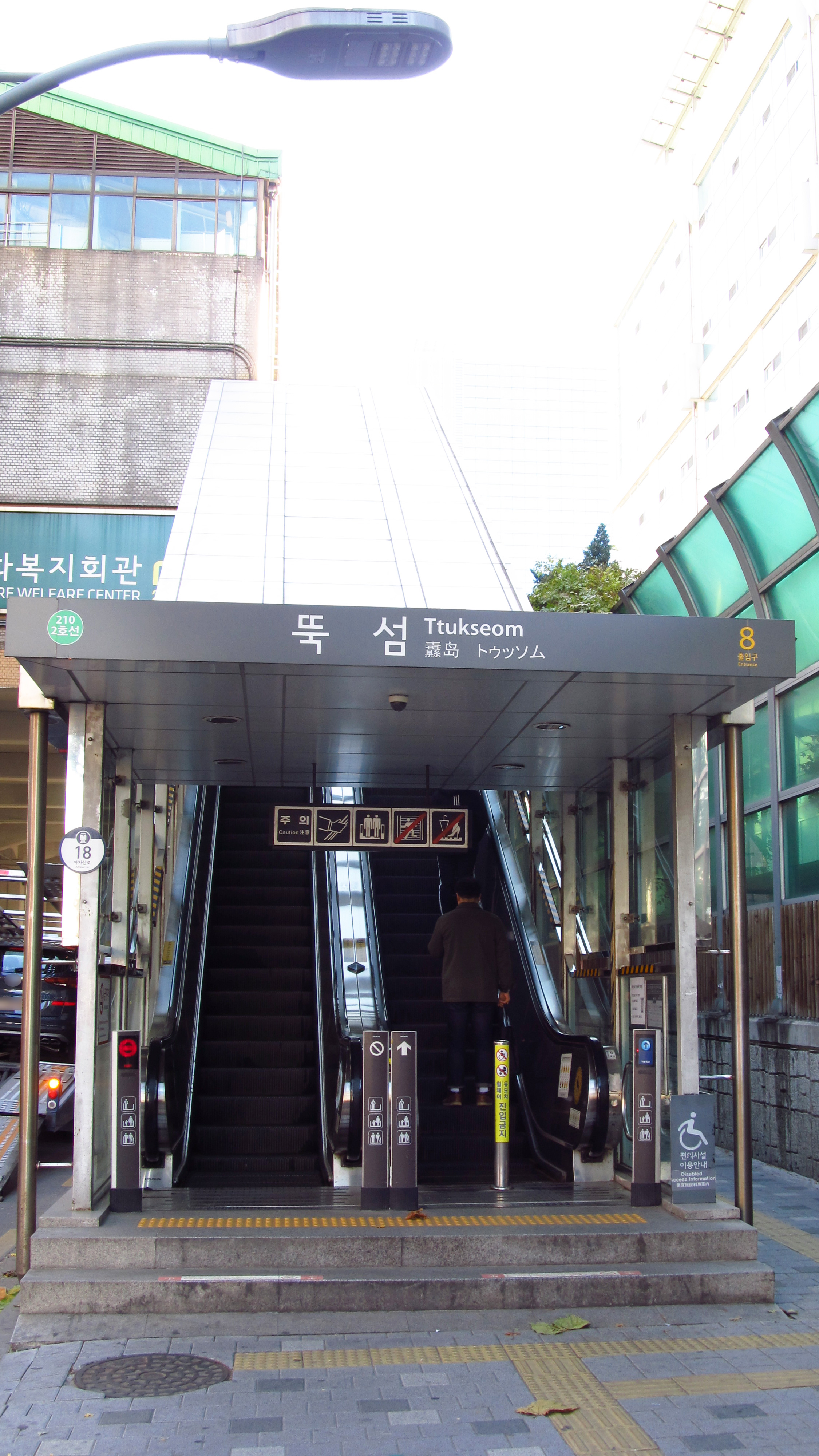
8번출구